# جياكومو كونتي
جياكومو كونتي (بالإيطالية: Giacomo Conti)‏ (13 مايو 1920 فيرونا إيطاليا - ) هو لاعب كرة قدم إيطالي.

## مسيرته

### مسيرته مع الأندية
- 1937 - 1941 لعب مع هيلاس فيرونا 69 مباراة سجل خلالها 14 هدف.
- 1941 - 1943 لعب مع نادي بادوفا 37 مباراة سجل خلالها 10 أهداف.
- 1944 - 1944 لعب مع نادي بادوفا 5 مباريات سجل خلالها 3 أهداف.
- 1945 - 1946 لعب مع هيلاس فيرونا 18 مباراة سجل خلالها 8 أهداف.
- 1946 - 1948 لعب مع نادي بادوفا 30 مباراة سجل خلالها 14 هدف.
- 1948 - 1951 لعب مع هيلاس فيرونا 48 مباراة سجل خلالها 17 هدف.